# 艶姿純情BOY
『艶姿純情BOY』（あですがたじゅんじょうボーイ）は藤沢とおるによる日本の漫画作品。単行本は全4巻。KCDX全2巻。
『週刊少年マガジン』（講談社）にて、1989年から1990年にかけて連載。女装の美少女と、彼女に恋する男女が中心の学園ラブ・コメディ。後に『湘南純愛組!』『GTO』で知られる藤沢の、後の作品にも続いて描かれるヤンキーや暴走族の活躍は、本作でも描かれている。

## 物語
日本舞踊の名家に生まれた女形の跡取り・茜屋純は、女装の女子高校生として私立「聖カトレアヌ学園」に入学する。その可愛さに学園の男達からアプローチをかけられたり、女子からも好かれたりと、彼女をめぐる騒動が引き起こされる。そんな女子高生としての学園生活で、純は女性の気持ちや心というものを理解しながら成長していく。物語後半では、女性アイドル歌手としてデビューする。

## 登場人物
茜屋 純（あかねや じゅん）
本作の主人公。日本舞踊の女形の跡取り。女装の女子高生として女子寮に入り、学園生活をおくっている。髪の毛を長く伸ばし、清楚な美少女のような容姿だが、複数のエリアを支配するレディースや暴走族の総長でもある。レディース暴走族（胸パッドを入れた女性ライダースーツ）や昭和のスケバン（タイを外したり、丈を短くしたセーラー服に、晴れでも女性用のゴム長靴）の格好でも「不良少女」には見えず、とても可愛い「良家のお嬢様」に見える。
女性アイドル歌手が務まるほどの女声と仕草なのに、絡んできたツッパリたちを懲らしめて降参させるくらい強い。彼女とのデートもミニスカートにロングブーツなど女の服装で出かけ（女子高生の制服デートもある）、女物の服をOLや主婦たちとバーゲンで争って買おうとするなど思考は完全に女である。本人は「女のなりをしていても、充分に男らしい」と主張しているが、彼女やレディースの不良少女たちからは、「どう見ても女」だと言われる。虫と騒音が嫌い。お猿さんや猫など可愛い動物は好き。
温泉や入浴が大好きで、女子寮の風呂は真っ先に入るが、それでも純が着替え中の脱衣所を覗いたり、湯煙のなか胸を隠した彼女と一緒に入ろうとする女子がいる。酒に酔ったり、キス（相手が女でも男でも）をすると色っぽくなる。
純の両親
美少女にしか見えない純に、女の服や靴ばかり買い与え、女らしくするように諭している。女形である父親は、体が弱く病に侵されているふりをしており、母親も若くて、きりっとした美人である。
風間 まさや（かざま まさや）
純の幼稚園時代からの幼馴染で二枚目の同級生。資産家の息子かつ生徒会長でもあり、女子からの絶大な人気を誇る。純に惚れている。
尾沢 えいじ（おざわ えいじ）
留年している年上の同級生。喧嘩早いリーゼントの不良。ワニをペットとして飼っている。純をめぐって争ううちに、次第にまさやと迷コンビになっていく。
藤村 あやの（ふじむら あやの）
聖カトレアヌ学園で、純の隣の席に座る背の高い女子生徒。スカートが長く不良少女っぽいが、実は理事長の娘。寮では純と同室で生活することになる。純の家族や以前から純を知っている人物を除けば、彼女が男であることを知っている唯一の存在。純と一緒に暮らすうちに、少しずつ女装している彼女に惹かれ始める。純が女子高生の合間に女性アイドル歌手を始めた頃には、完全に夢中になる。
理事長
聖カトレアヌ学園の理事長であやのの継母。女のなりをした純に「男ですから」と言われ驚く。あやのとの母子関係に悩んでいる。
福 笑（さいわい えみ）
狂言の「おかめ」面のような顔をした大柄な不良女子高生。いつも手下を数人引き連れている。転入してきた純を早々に呼び出し、〆めようとするが、負けてしまい子分になる。「福笑い」「お面」などと悪口を言われると怒る。
学園の不良女子たち
福笑の子分で腰巾着。純が街を仕切るレディースの総長であり、本当は男であることは後で知る。負けてからは純の肩を揉んだり、女の格好がきれいだ可愛いと褒めるなど態度が豹変した。
レディース・暴走族のメンバー
あやのの危機に、「総長の彼女がピンチ」と全面的に純に協力してくれる。幹部たちは、ゲームセンターやディスコの一室を改造したアジトを持っている。
岬 まい（みさき まい）
純の下級生である女子。純に想いを寄せており、彼女と同室で暮らすあやのに嫉妬している。手芸部員。
俵屋 唯（たわらや ゆい）
茜屋の舞踊流派を、一方的にライバル視している女形の跡取り。やはり女のなりで育てられ、女子高生として純の高校に転入してくる。彼女に意地悪やストーカー行為をするが、「嫌いは好きの裏返し」でもあるような言動もみられる。

## 音楽朗読劇
2021年7月3日、4日に、中目黒TRYにて歌と朗読「艶姿純情BOY」として上演。オンラインでの配信も行われた。出演者は一部ダブルキャストとして艶チーム・純チームの2チームに分かれて公演。公演後には出演者一同がキャラ衣装で集合し、舞台挨拶をした。
当初は、2021年5月8日、9日に予定されていたが、新型コロナウイルス感染症の感染拡大に伴う緊急事態宣言により7月に延期になった。
出演者（一部ダブルキャスト）
- 茜屋 純： 岡田彩花／早乙女わかば
- 純の父：大沢樹生／筒井巧
- 純の母：杉浦幸／小阪有花
- 藤村あやの： 須賀由美子／伴野愛実
- 風間まさや：西中葵
- 尾沢えいじ：古賀司照／平田晃一郎
- 城之内麗子：菜ノ花れみ／葉月
- 甲坂朱莉：矢浦左來／舞広茉子
- 三田村亮介：倉根啓幸／蜂谷亮太
- 水卜ユナ：山口みお
- 美女百合子（カトレアヌ学園の教師）：半井小絵／RICO（華村りこ）
- 校長：渡辺克己／照久
- 雪乃屋征十郎（茜屋のライバル女形）：松井みどり／えまおゆう
- 豆蔵（語り・ナビゲーター）：北出浩二

スタッフ
- 原作：藤沢とおる「艶姿純情BOY」（講談社刊）
- 脚本演出：歳岡孝士（劇団Please Mr.マーベリック）
- 楽曲提供：宇津本直紀
- 音楽、ピアノ演奏：滝千奈美
- パーカッション：熊谷仁志
- 主催：清月エンターテイメント
- 制作総指揮：アレス

## その他
- 連載前号巻末『美少女なのに、「BOY」？ということは・・・』（純の絵がついた予告）で、「完全無欠のスーパー女装男子がハチャメチャをやる「ひばりくん」[注釈 8]とは違う物語を描く」との藤沢の初心表明がある。
- コミックス復刻版では、可愛かった純が大幅にイメージチェンジし[注釈 9]、大人っぽくなった姿が「表紙」に描かれている（「女子高生・夏服」[注釈 10]）。

## 書誌情報
- 藤沢とおる 『艶姿純情BOY』 講談社〈少年マガジンコミックス〉、全4巻
  1. 1989年10月15日 ISBN 4-06-311497-X）
  2. 1989年11月15日 ISBN 4-06-311506-2）
  3. 1990年1月9日 ISBN 4-06-311522-4）
  4. 1990年2月13日 ISBN 4-06-311530-5）